# Colchón CR (equipo ciclista)
El equipo Colchón CR (conocido posteriormente como Helios-Colchon CR) fue un equipo ciclista español que compitió profesionalmente entre el 1980 y el 1981 y entre el 1986 y 1989.
No se tiene que confundir con los equipos CR Colchón-Atun Tam, Novostil-Helios y Zor-Helios.

## Principales resultados
- Vuelta en Aragón: Antoni Coll Pontanilla (1981)
- Clásica a los Puertos de Guadarrama: Roberto Córdoba (1987)
- Vuelta en La Rioja: Miguel Ángel Iglesias (1987)
- Victorias de etapa en la Volta a Cataluña: Miguel Ángel Iglesias (1988)

### A las grandes vueltas
- Vuelta a España
  - 6 participaciones (1980, 1981, 1986, 1987, 1988, 1989)
  - 2 victorias de etapa:
    - 2 el 1981: Francisco Javier Cedena, Álvaro Pino

  - 0 clasificación final:
  - 4 clasificaciones secundarias:
    - Clasificación por puntos: Francisco Javier Cedena (1981)
    - Clasificación de las Metas Volantes: Miguel Ángel Iglesias (1987, 1988, 1989)

- Tour de Francia
  - 0 participaciones

- Giro de Italia
  - 0 participaciones